# Pallacanestro alla VI Universiade
Il torneo di pallacanestro della VI Universiade si è svolto a Torino, Italia, nel 1970.

## Medagliere
| Posizione | Paese            |   |   |   | Totale |
| --------- | ---------------- | - | - | - | ------ |
| 1         | Unione Sovietica | 2 | 0 | 0 | 2      |
| 2         | Stati Uniti      | 0 | 1 | 0 | 1      |
| 2         | Cecoslovacchia   | 0 | 1 | 0 | 1      |
| 4         | Cuba             | 0 | 0 | 2 | 2      |
| Totale    | Totale           | 2 | 2 | 2 | 6      |